# Никобула
Никобула (др.-греч. Νικοβούλη) — древнегреческая писательница, которая предположительно написала жизнеописания Александра Великого. Биографические подробности её жизни не сохранились. Поскольку её имя греческое, учёные предполагают, что годы её активности приходятся на I—III века нашей эры, когда эллинистическая наука больше всего интересовалась Александром.
Афиней (ок. 200 г. н. э.) цитирует два отрывка Никобулы в отношении Александра Великого, где помимо прочего речь идёт и о чрезмерном пьянстве Александра.